# Янтарный (Гомельская область)
Янта́рный (бел. Янта́рны) — посёлок в составе Поколюбичского сельсовета Гомельского района Гомельской области Беларуси.

## География

### Расположение
В 3 км на север от Гомеля.

## Транспортная система
Транспортная связь по автомобильным дорогам отходящим от Гомеля. В посёлке 8 жилых домов (2004 год). Планировка из короткой с меридиональной направленностью улицы. Застройка кирпичная, преимущественно двух и трёх этажная.

## История
Основан в 1960-х годах, когда вокруг нефтебазы Гомельского района начался формироваться посёлок. Юридически он оформлен и получил название 31 декабря 1976 года.

## Население
- 2004 год — 118 дворов, 357 жителей.

## Культура
- Дом культуры

## Достопримечательность

### Памятник, скульптура
- Памятник В. И. Ленину
- Памятник-вертолёт Ми-2. Расположен на территории фермерского хозяйства “Гринвэй Фрут”